# Pterygotrigla arabica
Pterygotrigla arabica is een straalvinnige vissensoort uit de familie van de ponen (Triglidae). De wetenschappelijke naam van de soort is voor het eerst geldig gepubliceerd in 1888 door Boulenger.